# 9. peruť RAF
9. peruť (anglicky No. 9 Squadron), známá také jako IX. (bombardovací) peruť (anglicky No. IX (Bomber) Squadron nebo No. IX (B) Squadron), je nejstarší bombardovací peruť britského letectva Royal Air Force. Byla založena v prosinci 1914, v rámci Royal Flying Corps, a během první světové války sloužila na západní frontě, včetně bitev na Sommě a u Passchendaele. Během druhé světové války byla jednou ze dvou jednotek RAF užívající Avro Lancaster, které se specializovaly na přesné bombardování těžkými pumami, vedle 617. peruti, spolu s níž se podílela na operaci Catechism, potopení bitevní lodi Tirpitz 12. listopadu 1944. Mezi rokem 1962 a dubnem 1982 byl útvar vybaven stroji Avro Vulcan B.2 jako součást V-Force. V červnu 1982 se peruť stala celosvětově první prvoliniovou jednotkou provozující Panavii Tornado GR.1. V květnu 1998 obdržela jako první u RAF Tornado GR.4, s nimiž operovala, dokud nebyla 1. dubna 2019 na své současné základně RAF Lossiemouth přezbrojena typem Eurofighter Typhoon FGR.4.

## Užívaná letadla

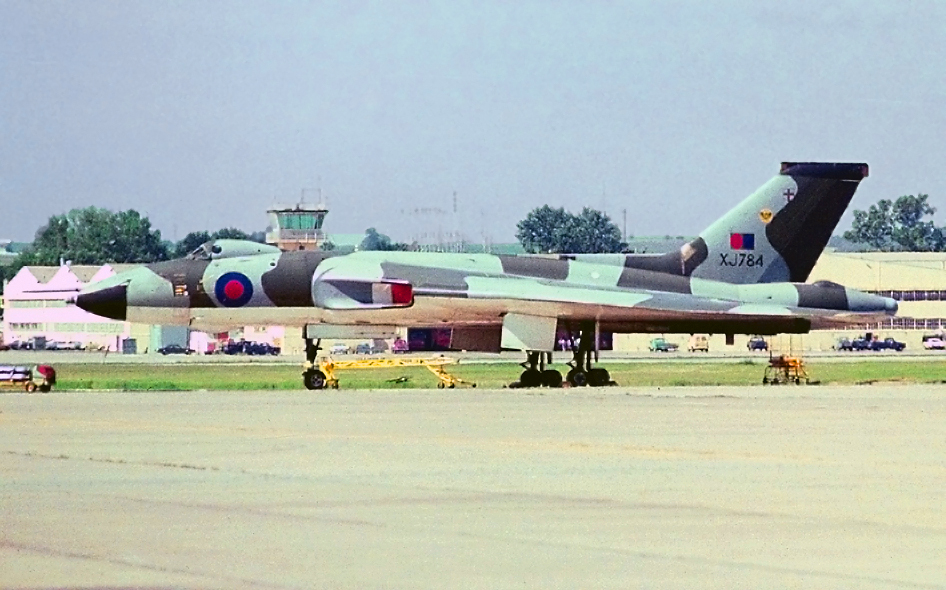
Jeden z Vulcanů B.2 9. peruti

| Od            | Do            | Typ                          | Varianta   |
| ------------- | ------------- | ---------------------------- | ---------- |
| Září 1914     | Březen 1915   | Royal Aircraft Factory B.E.2 | a          |
| Leden 1915    | Únor 1915     | Royal Aircraft Factory B.E.2 | b          |
| Prosinec 1914 | Březen 1915   | Blériot XI                   |            |
| Prosinec 1914 | Březen 1915   | Farman MF.7/MF.11            |            |
| Leden 1915    | Únor 1915     | Royal Aircraft Factory B.E.2 | c          |
| Březen 1915   | Březen 1915   | Avro 504                     |            |
| Červenec 1915 | Listopad 1915 | Avro 504                     | A          |
| Červenec 1915 | Listopad 1915 | Royal Aircraft Factory B.E.8 |            |
| Červenec 1915 | Listopad 1915 | Martinsyde S.1               |            |
| Listopad 1915 | Listopad 1915 | Royal Aircraft Factory R.E.5 |            |
| Listopad 1915 | Listopad 1915 | Royal Aircraft Factory R.E.7 |            |
| Listopad 1915 | Říjen 1916    | Royal Aircraft Factory B.E.2 | c          |
| Prosinec 1915 | Červen 1916   | Bristol Scout                |            |
| Červen 1916   | Srpen 1916    | Royal Aircraft Factory B.E.2 | d          |
| Srpen 1916    | Květen 1917   | Royal Aircraft Factory B.E.2 | e          |
| Květen 1917   | Květen 1919   | Royal Aircraft Factory R.E.8 |            |
| Červenec 1918 | Prosinec 1919 | Bristol F.2 Fighter          | F.2b       |
| Duben 1924    | Červen 1925   | Vickers Vimy                 |            |
| Leden 1925    | Duben 1927    | Vickers Virginia             | Mk.V/VI    |
| Květen 1926   | Červen 1930   | Vickers Virginia             | Mk.VII     |
| Březen 1927   | Květen 1927   | Vickers Virginia             | Mk.VIII    |
| Červenec 1928 | Červenec 1931 | Vickers Virginia             | Mk.IX      |
| Květen 1930   | Květen 1936   | Vickers Virginia             | Mk.X       |
| Březen 1936   | Únor 1939     | Handley Page Heyford         | Mk. III    |
| Únor 1939     | Září 1939     | Vickers Wellington           | Mk.I       |
| Září 1939     | Březen 1940   | Vickers Wellington           | Mk.IA      |
| Březen 1940   | Září 1941     | Vickers Wellington           | Mk.IC      |
| Září 1941     | Srpen 1942    | Vickers Wellington           | Mk.III     |
| Srpen 1942    | Listopad 1945 | Avro Lancaster               | B.I/III    |
| Listopad 1945 | Duben 1946    | Avro Lancaster               | B.VII (FE) |
| Duben 1946    | Červenec 1946 | Avro Lancaster               | B.I/III    |
| Červenec 1946 | Květen 1952   | Avro Lincoln                 | B.2        |
| Květen 1952   | Listopad 1958 | English Electric Canberra    | B.2        |
| Září 1955     | Červenec 1961 | English Electric Canberra    | B.6        |
| Duben 1962    | Duben 1982    | Avro Vulcan                  | B.2        |
| Červen 1982   | 1999          | Panavia Tornado              | GR.1       |
| Květen 1998   | Březen 2019   | Panavia Tornado              | GR.4       |
| Duben 2019    | dosud         | Eurofighter Typhoon          | FGR.4      |